# Bor-Öndör
Bor-Öndör o Bor-Ôndôr è una città della Mongolia, nella provincia del Hėntij.